# Ołeksandr Hołowko (ur. 1973)
Ołeksandr Mykołajowycz Hołowko, ukr. Олександр Миколайович Головко (ur. 20 lutego 1973) – ukraiński piłkarz, grający na pozycji obrońcy.

## Kariera piłkarska

### Kariera klubowa
W 1992 rozpoczął karierę piłkarską w drugiej drużynie Dynama Kijów. Przez wysoką konkurencję nie przebił się do pierwszego składu i latem 1996 przeszedł do Worskły Połtawa. Na początku 2003 został piłkarzem drugoligowego klubu Sokił Złoczów, a latem 2003 roku przeniósł się do FK Mikołajów. Rozegrał tylko 1 mecz, po czym zakończył karierę piłkarską.

## Sukcesy i odznaczenia

### Sukcesy klubowe
- brązowy medalista Mistrzostw Ukrainy: 1997